# 迪维纳·玛丽·加里卡
迪维娜·玛丽·加利卡（英語：Divina Mary Galica，MBE，1944年8月13日—）是一位英国运动员。她因为她在奥运会的成就和在赛车运动中的表现而被人铭记。

## 生平
她是1968年冬奥会和1972年冬奥会英国女子滑雪代表队的队长。与此同时，她还是一位赛车手，并且还参加过F1比赛。